# 이시다 히로히데
이시다 히로히데(石田 博英, 1914년 12월 12일~1993년 10월 14일)는 14선 중의원 의원을 역임한 일본의 정치인이다.

## 생애
1914년 아키타현 야마모토군 후타쓰이정(현 노시로시)에서 태어났다. 할아버지는 하나오카 광산을 경영했으며 아버지는 야금 기사였는데 제2차 세계 대전이 끝난 뒤 영양실조로 사망했다.
이시다가 와세다 대학 정치경제학부를 다닐 때 은사의 권유로 미키 다케오의 선거 유세를 도와주게 되었다. 이시다는 아버지가 남긴 프록코트와 중산모자를 쓰고 미키를 자전거에 태워 가두 연설을 했고 이때 미키와 인연을 맺게 되었다. 그 외에도 학생소비조합과 관련해 경찰서에 연행된 적이 있었으며 대학 정문에서 끽다점을 운영해 수익을 올리기도 했다.
1939년 와세다 대학을 졸업한 뒤 주가이 상업신보에 입사해 정치부 기자로 활동했다. 상하이지국장과 정치부 차장을 지낸 뒤 퇴사하고 전후인 1947년에 일본자유당 후보로 제23회 일본 중의원 의원 총선거에 출마하여 당선됐다. 이후 옛 일본군이 민간에서 수집한 귀금속과 군수 물자를 항복 전에 빼돌린 일이 있었는데 이를 조사하기 위한 중의원 부당재산거래조사특별위원회의 이사가 되었으며 일본사회당-민주당 연립 정권을 공격하는 선두에 섰다.
이시다는 주가이 상업신보 편집국장 오바마 도시에의 소개로 이시바시 단잔을 따르게 됐다. 이시바시가 1947년 공직 추방을 당하자 많은 정치인들이 연합군 최고사령부의 눈치를 살피면서 이시바시와 거리를 뒀지만 이시다는 여전히 이시바시의 곁에 남았고 스스로를 이시바시의 측근이라고까지 공언했다.
1952년 중의원 의원운영위원장이 되었다. 이때 국회에선 「파괴활동방지법」 등 70여 개의 법률안을 심의하고 있었는데 여야 간에 대립하는 내용이 많아 국회 운영에 어려움이 많았다. 이시다는 이를 원만히 해결하는 데 공헌했다. 7월 1일에는 자유당 양원의원총회가 열렸는데 요시다 시게루는 간사장 마스다 가네시치의 후임으로 후쿠나가 겐지를 지지했다. 이시다, 구라이시 다다오 등 소장파 의원들이 이에 반발하자 화가 난 요시다는 엽궐련에 점화한 성냥을 총회 의장 오야 신조에게 던졌다. 이 사건을 이른바 자유당 반란 사건이라 부른다. 2년 뒤 이시다는 하토야마 이치로가 이끄는 일본민주당으로 당적을 옮기게 된다.
1956년 12월 일본 자유민주당 총재 선거에서 이시다는 이시바시 캠프의 선거참모로 뛰었다. 당시 입후보한 사람은 이시바시, 이시이 미쓰지로, 기시 노부스케로 세 명이었는데 파벌 다툼과 금권 선거가 횡행했다. 이시다는 돈으로 표를 매수하기보다 입각을 미끼로 내걸었다. 1차 투표에서 기시가 223표, 이시바시가 151표, 이시이가 137표를 얻어 아무도 과반에 성공하지 못해 기시와 이시바시가 결선 투표에 올랐다. 이시다는 비밀리에 이시이측과 연합하는 공작을 펼쳤고 그 덕분에 7표 차이로 이시바시가 승리했다. 이시바시 내각 출범에 큰 공헌을 한 이시다는 역대 최연소 일본의 내각관방장관이 되어 첫 입각했다. 하지만 이시바시의 병세가 악화돼 불과 2개월 만에 사퇴했다. 제1차 기시 내각에서도 관방장관직을 유지했으며 제1차 기시 내각 (개조)에선 노동상이 되었다. 이때 노동조합에 대해 엄격한 자세를 취했으며 빈발하는 탄광 파업을 위법으로 규정해 억눌렀다.
제2차 기시 내각이 발족하면서 노동상에서 물러났지만 제1차 이케다 내각 때 미쓰이 미이케 쟁의 수습을 위해 다시 노동상으로 입각했다. 이때 이시다는 인증식이 끝나자 모닝 드레스를 입은 채 고쿄에서 바로 규슈의 미이케 탄광에 가서 사태 수습을 위해 분투했다. 그 외에도 중앙노동위원회의 중재 재정의 완전 실시 관행이나 「결사의 자유 및 단결권 보호에 관한 협약」(ILO 제87호 협약) 비준을 위해 노력하여 전후 일본 노동 행정의 발전에 크게 기여했다.
노동상에서 물러난 뒤인 1963년에 월간지 『주오고론』에 「보수 정치의 비전」을 게재했다. 이는 일본사회당의 에다 사부로가 전년도에 발표한 에다 비전을 의식한 것으로 사회의 변용(도시화와 산업 구조의 변화)에 따라 6년 뒤 자민당이 야당으로 전락하고 사회당이 집권할 수 있다는 내용으로 자민당에게 경종을 울리는 것이었다. 자민당 의원들은 이를 보고 위기감을 느껴 조직을 추스리는 데 온힘을 다한 반면 사회당 의원들은 당내의 노선 대립으로 에다 비전을 사장해 정권 교체는 일어나지 않았다. 다만 1960~1970년대에 일본사회당과 일본공산당, 그리고 노조의 지지를 받는 이른바 혁신지자체가 다수 등장했다.
1964년 제3차 이시다 내각 (개조)에 노동상으로 입각했다. 세 번째 노동상 임명이었다. ILO 제87호 협약 비준을 위해 정부가 적극적으로 나서고 국회도 양원에 특별위원회를 설치해 관련 법안을 검토하기 시작했다. 그리고 5월 14일에 국내법을 성립시킨 뒤 6월 14일 ILO 제87호 협약에 비준했다. 이후 이시다는 제1차 사토 내각 때까지 노동상으로 재임했다.
이시바시가 1963년 정계를 은퇴하면서 이시바시의 파벌인 화요회가 해산하여 이시다는 이 무렵 무파벌로 있었다. 하지만 여전히 옛 하요회 출신 멤버들 중 중핵을 담당하고 있었다. 1969년 제32회 일본 중의원 의원 총선거 이후 옛 화요회 멤버들인 우쓰노미야 도쿠마, 지자키 우사부로 등과 이시다의 비서 출신인 야마구치 도시오, 시마무라 이치로, 이토 소이치로 등과 함께 이일회를 창립했다. 하지만 세력 확장에 실패해 2년 만에 해산한 뒤 미키 다케오의 반초 정책연구소에 합류했다.
1974년 제10회 일본 참의원 의원 통상선거 때 총리대신 다나카 가쿠에이가 내각관방부장관을 지낸 고토다 마사하루를 도쿠시마현 선거구에 공천했다. 그런데 이 선거구는 원래 미키의 파벌인 구지메 겐타로의 선거구였기에 다나카의 결정에 미키가 맹반발했고 미키는 무소속으로 출마한 구지메를 지원했다. 같은 파벌이 된 이시다는 자민당의 공식 후보인 고토다를 지원하여 미키의 분노를 샀고 결국 파벌을 이탈했다. 이후 고노 요헤이로부터 총재 선거 출마를 권유받았지만 고사했고 반대로 고노에게 출마를 권했는데 이는 나중에 고노가 자민당을 탈당해 신자유클럽을 결성하는 계기가 된다.
1976년 총리대신이던 미키의 퇴진을 꾀하는 미키 끌어내리기가 당내에서 일어나자 미키는 자신의 반대 세력 각료를 경질한 뒤 미키 내각 (개조)를 새로 꾸렸다. 이때 이시다는 운수상으로 입각했고 한때 자신을 파벌에서 쫓아냈던 미키를 지지했다. 미키가 퇴진한 뒤 출범한 후쿠다 다케오 내각에서 노동상으로 입각했다. 노동상으로 네 번째 임기를 시작한 셈이었다. 1년 뒤인 1977년에 노동상에서 물러났다.
1983년 총선을 앞두고 불출마를 선언하면서 정계를 은퇴했다. 지역구는 아키타현에서 초선 참의원 의원이던 노로타 호세이가 물려받았다. 은퇴 후 오다테시 명예 시민 칭호를 받았다.
1993년 10월 향년 78세로 사망했다.

## 소련의 간첩 의혹
소련 국가보안위원회(KGB) 도쿄대표부에서 근무하다가 미국으로 망명한 스타니슬라프 레브첸코는 이시다가 '후버'라는 코드 네임을 가진 소련의 간첩이었다고 폭로했다. 이에 일본의 경찰과 미국 중앙정보국(CIA)는 이시다를 조사했지만 이시다가 정계를 은퇴한 뒤에 기밀을 누설한 흔적이 발견되지 않아 사건을 무혐의로 종결했다.
그런데 1992년 영국으로 망명한 KGB 요원 바실리 미트로킨이 빼돌린 자료에도 이시다는 소련의 간첩이었단 내용이 기술되어 있었다.
냉전이 끝나고 소련의 붕괴 이후인 1995년에 존재가 드러난 베노나 프로젝트에도 이시다의 이름이 있었다.

## 이시다를 연기한 배우들
- 쓰지 가즈나가: 1983년 영화 《소설 요시다 학교》

## 역대 선거 기록
|  | 20.6% |

|  | 18% |

|  | 21.5% |

|  | 18.6% |

|  | 19.6% |

|  | 19.4% |

|  | 19.7% |

|  | 16.6% |

|  | 17.8% |

|  | 18.5% |

|  | 17.1% |

|  | 21.1% |

|  | 20.7% |

|  | 18.1% |

| 전임 네모토 류타로 | 제16·17대 내각관방장관 1956년 12월 23일~1957년 7월 10일 | 후임 아이치 기이치 |

| 전임 마쓰우라 슈타로 | 제14대 노동대신 1957년 7월 10일~1958년 6월 12일 | 후임 구라이시 다다오 |

| 전임 마쓰노 라이조 | 제17·18대 노동대신 1960년 7월 19일~1961년 7월 18일 | 후임 후쿠나가 겐지 |

| 전임 오하시 다케오 | 제22·23대 노동대신 1964년 7월 18일~1965년 6월 3일 | 후임 고다이라 히사오 |

| 전임 기무라 무쓰오 | 제47대 운수대신 1976년 9월 15일~1976년 12월 14일 | 후임 다무라 하지메 |

| 전임 우라노 사치오 | 제39대 노동대신 1976년 12월 14일~1977년 11월 28일 | 후임 후지이 가쓰시 |